# بيتر فيسر
بيتر فيسر (10 مايو 1960 - ) (بالإنجليزية: Peter Visser)‏ هو لاعب كريكت نيوزلندي.